# Bredolo
Bredolo o Bredulo era una località nei pressi dell'attuale città di Mondovì, in provincia di Cuneo, di cui è poi diventata frazione con il nome di Breolungi.
Bredolo venne distrutta verso la fine del XII secolo e perse via via importanza. Da allora la sua storia si confonde con quella della vicina Mondovì, che raccolse i superstiti, eccetto pochi contadini tenacemente legati alla terra e alcuni anziani, ai quali gli acciacchi e l'età non consentivano di intraprendere una nuova avventura.
Il nome deriva dal longobardo braida (campo suburbano), probabilmente col suffisso diminutivo -olo col significato di "piccolo campo".

## Storia
Le prime generiche notizie su un insediamento umano sulle rive del Pesio risalgono addirittura ad alcuni secoli prima di Cristo (800 a.C.?): c'era un guado con un villaggio di quattro case di fango e pietra: si chiamava Brigidorum, e lo abitavano i Liguri Bagienni (detti nche Vagienni): essi erano bravissimi pastori, secondo Strabone, e un'autentica spina nel fianco per i Romani, secondo Tito Livio. Ma i Romani ebbero la meglio e il Manzone, insigne studioso dei Bagienni, ne pone la conquista nel periodo che va dal 173 a.C. al 143 a.C. Furono iscritti alla tribù Camilia, una delle più antiche e potenti della Gallia cisalpina.
Con la caduta dell'impero, si perdono ogni traccia dell'insediamento, che si trasferì presso il sito dove attualmente sorge la chiesa parrocchiale Santa Maria in Bredolo.

### Medioevo
Risale ai Longobardi la prima organizzazione amministrativa: il territorio Bredolese venne inserito nel ducato di Asti. Con Carlo Magno la Longobardia venne divisa in comitati o contee, e Bredulum fu posta a capo di uno di questi. Bredolo risulta che ebbe un castello, e la primitiva cappella fu ampliata in pieve dedicata all'Assunta, venendo denominata Santa Maria in Bredolo.
In realtà povera e priva di tradizioni culturali e organizzative, la contea di Bredolo, comitato atipico, aveva però una grande estensione, comprendendo le valli alpine del Corsaglia, del Pesio, dell'Ellero, e del Gesso sino alla vasta pianura tra il Tanaro e la Stura. In questo periodo risale un notevole ripopolamento per cui si era reso necessario cerare nuovi appezzamenti da dissodare e coltivare: abbattuta la boscaglia e bonificato gli acquitrini, via via si erano costituiti i nuovi insediamenti rurali "fuori le mura".
Nel 901 l'imperatore Ludovico IV il Fanciullo concesse il contado di Bredolo al vescovo di Asti il quale a sua volta, per le naturali difficoltà di governare un territorio così lontano, si vide costretto a delegare autorità minori. Così nella seconda metà del X secolo gli Ungari e i Saraceni devastarono e depredarono il villaggio, risparmiando pieve e castello.
Ma ancora una volta il popolo ricostruì la curtis, e la pieve, tanto che nel periodo a cavallo del Mille, divenne così grande e potente da essere considerata una delle più grandi del Piemonte meridionale.

### Dominazione Arduinica-Alinea
Nel X secolo risultano signori di Bredulo gli Alinei, detti anche Robaldini, stirpe di origine franca di legge salica. Gli Alinei ebbero come capostipite Alineo, figlio di Robaldo I, originario della Neustria, che, verso la metà del IX secolo, fu cavaliere di Carlo il Calvo. Alineo, che risulta vassallo nel IX secolo nella Neustria francese dei fratelli Ruggero ed Arduino, venne verso il 900 in Auriate e Bredulo in compagnia dei due fratelli della stirpe degli arduinici. Alineo divenne visconte d'Auriate, dipendente dal conte d'Auriate Ruggero degli Arduinici. Alineo ebbe molte terre nel contado di Bredulo, specialmente nei dintorni dell'abbazia di Pedona di San Dalmazzo. Robaldo II, figlio di Alineo, nel 972 fu famoso per un'impresa contro i Saraceni, che avevano devastato Bredulo ed Auriate. Sempre Robaldo II, nipote di Robaldo I, nel contado arduinico di Bredulo ed Auriate, ebbe numerosa discendenza ed i suoi nipoti ricevettero molti privilegi, feudi ed innumerevoli donazioni dai nipoti di Ruggero degli Arduinici, cosicché signoreggiarono su molti castelli e ville in quei contadi ed in altri del cuneese, dando supposte origine a varie nobili famiglie.
Mondovì nacque dalle genti di Vico, Carassone (presso Bastia) e di Vasco. Poi, nel corso del XIII secolo, vennero anche quelli di Bredolo, che perse di importanza, Villanova, Morozzo, dominata da una consorteria di signori, e Piozzo, che si stabilirono a metà della collina, tra il piano dell'Ellero e il monte.
Fondarono anche una nuova chiesa che prese il nome di quella originale, Santa Maria de Bredolo, o Santa Maria Nova, per distinguerla dalla matrice di Bredolo. Il nuovo agglomerato si chiamò Breo e l'antica curtis con la pieve, ormai disabitata, perse anche il nome originale, che fu sostituito da Breolungi, cioè lontano da Breo, dalla nuova città. A sottolineare il cambio dei tempi anche l'antica pieve fu detta extra moenia in rure, mentre la nuova intra moenia in civitate.

## L'attuale Breolungi
Amara e ironica constatazione di un forestiero (autore ignoto), amante di arte e buon poeta dialettale, che, favorito dalla primavera del 1888, andava cercando Breolungi per ammirarne la Pieve millenaria.
Per cause contingenti, Breolungi sin dai tempi antichi era costituita da un gruppo di case con un castello e una pieve, e attualmente non ha un concentrico in cui possa identificarsi, per cui si può benissimo passarvi nel bel mezzo senza neanche accorgersene.